# Stick Men
Stick Men — американський прогрок-супергурт, заснований у 2007 році Петом Мастелотто, Тоні Левіним і Майклом Берньє (Michael Bernier). У 2010 році у стабільний склад гурту увійшли Мастелотто, Левін і Маркус Ройтер. Гурт задумувався як проєкт для виконання прогресивного року майже виключно на стіку Чепмена та ударних інструментах.

## Історія
У 2007 році Тоні Левін випустив сольний альбом під назвою Stick Man, який складався з композицій, записаних на стіку Чепмена; партії ударних допоміг записати його колега по гурту King Crimson Пет Мастелотто. Альбом став підґрунтям для створення гурту Stick Men, до складу якого увійшли Мастелотто, Левін і гравець на стіку Чепмена Майкл Берньє.
У 2010 році гурт випустив свій перший альбом — Soup. Незабаром після його виходу Берньє пішов із гурту, а на початку серпня 2010 року його замінив Маркус Ройтер.
Гурт у новому складі випустив компакт-диск Absalom (2011) та альбом імпровізацій Open (червень 2012 року). У лютому 2013 року вийшов студійний альбом Deep. Існує його спеціальне видання, яке містить DVD. Альбом містить важкі рок-композиції, переважно інструментальні, за винятком таких, як «Horatio», де партію вокалу виконав Пет Мастелотто. Крім того, альбом містить 11-хвилинну тональну поему «Whale Watch», засновану на враженнях Тоні Левіна, який вирушав із Бостона спостерігати за китами.
У січні 2014 року гурт випустив свій перший концертний альбом під назвою Power Play.
У жовтні 2014 року Stick Men випустили свій перший подвійний ретроспективний альбом, перший диск якого містив студійні записи, а другий — компіляцію різних імпровізацій, записаних під час гастролей. До альбому також увійшли ремікси та кавери на різні інші пісні гурту.
Згодом у Токіо були записані два спільні концертні альбоми з учасниками King Crimson: перший, Midori, за участю Девіда Кросса на скрипці та клавішних, був записаний у 2015 році, а другий, Roppongi, за участю Мела Коллінза на саксофоні, — у 2017-му. Зрештою, турне 2018 року по країнах Латинської Америки за участю Девіда Кросса на скрипці втілилося в багатодисковому бокс-сеті Panamerica, випущеному у 2019 році. У тому ж дусі співпраці з легендами прогресивного року їхній єдиний концерт 2020 року в Японії з клавішником Гері Хасбанд став їхнім альбомом Owari.
Четвертий студійний альбом Stick Men з Маркусом Ройтером — Prog Noir — був записаний і випущений у 2016 році. Він містив кілька вокальних композицій. Тоні Левін заспівав титульну пісню, Маркус Ройтер співав у композиції «Plutonium», а всі музиканти разом співали промосингл «The Tempest».
У квітні 2022 року, після шестирічної перерви, був випущений мініальбом Tentacles.

## Музичний стиль
Стилістично звучання Stick Men є досить незвичним, оскільки музиканти грають на незвичних інструментах. Їхня музика являє собою дещо середнє між артроком, прогресивним роком, а в деяких випадках і прогресивним металом. Під час їхніх живих виступів відчувається сильний вплив вільної музики та імпровізації, оскільки музиканти часто демонструють свою майстерність на своїх інструментах у тривалих імпровізованих джем-сейшенах. Примітно, що гурт вшановує свої зв'язки та співпрацю з King Crimson, виконуючи пісні цього гурту, а також пісні його лідера й гітариста Роберта Фріппа. Stick Men також склали скорочену версію «Жар-птиці» Ігоря Стравінського, яка є основною частиною їхніх концертів.
Більшість композицій гурту є інструментальними, з дуже невеликою кількістю пісень із вокалом, переважно у виконанні Тоні Левіна, але іноді також у виконанні Ройтера й Мастелотто. Під час роботи з гуртом після виходу альбому Soup вокальні партії в деяких піснях виконував Берньє.

## Склад гурту

### Поточний
- Тоні Левін — стік Чепмена[en], вокал (2007 — дотепер)
- Пет Мастелотто — ударні, перкусія (2007 — дотепер)
- Маркус Ройтер — сенсорна гітара[en], вокал (2010 — дотепер)

### Колишні учасники
- Майкл Берньє — стік Чепмена[en], вокал (2007—2010)

## Дискографія

### Студійні альбоми
- 2009: Stick Men[15] (спеціальне видання з матеріалами з наступного альбому)
- 2010: Soup[16]
- 2011: Absalom[17] (мініальбом)
- 2012: Open[18]
- 2013: Deep[19]
- 2016: Prog Noir[20]
- 2017: Prog Noir (Bonus Tracks)[21] (цифровий реліз)
- 2021: Prog Noir (Unquiet Remix with TLEV Collage)[22] (ремікс)
- 2022: Tentacles[23] (мініальбом)

### Концертні альбоми
- 2011: Live in Montevideo 2011[24] — цифровий реліз, записаний наживо в клубі La Trastieda в Монтевідео 16 березня 2011 року.
- 2011: Live in Buenos Aires 2011[25] — цифровий реліз, записаний наживо в театрі ND Ateneo в Буенос-Айрес 13 березня 2011 року.
- 2014: Power Play[26] — записаний під час Deep Tour USA 2013)[27].
- 2015: Unleashed: Live Improvs 2013[28] — окремий реліз; випущений також як другий диск антології Supercollider.
- 2015: Midori: Live in Tokyo[29] — записаний наживо 10 квітня 2015 року за участю Девіда Кросса[en] в Billboard Live у Токіо, випущений лейблом MoonJune Records[en].
- 2017: Roppongi: Live in Tokyo 2017[30] — записаний наживо 21 лютого 2017 року в Billboard Live, Токіо, за участю Мела Коллінза, випущений лейблом MoonJune Records[en].
- 2019: Panamerica (Live in Latin America)[31] — 5-дисковий бокс-сет, записаний наживо за участю Девіда Кросса[en] в різних містах Болівії, Аргентини, Бразилії, Перу, Уругваю, Чилі, Коста-Рики, Мексики та Гватемали, випущений лейблом MoonJune Records[en].
- 2020: Owari[32] — записаний наживо 28 лютого 2020 року в Blue Note Nagoya, випущений лейблом MoonJune Records[en].
- 2023: UMEDA[33] — записано наживо 14 липня 2022 року в BB, Осака, Японія, випущений лейблом MoonJune Records[en].

### Збірки
- 2014: Supercollider: An Anthology 2010—2014[34] — диск 1: Collider (Best of 2010—2014); диск 2: Unleashed (живі імпровізації з туру DEEP Tour USA 2013).
- 2017: KONNEKTED[35] — цифровий реліз.
- 2017: KOLLEKTED[36] — промоційний компакт-диск, який безкоштовно роздавали під час концертів King Crimson у 2017 році.
- 2020: 20180327 Melkweg, Amsterdam[37] (мікшерний запис) — безкоштовний реліз для завантаження з Bandcamp.